# Șișcani (okręg Vaslui)
Șișcani – wieś w Rumunii, w okręgu Vaslui, w gminie Hoceni. W 2011 roku liczyła 332 mieszkańców.